# Козаровка (Барский район)
Козаровка (укр. Козарівка) — село на Украине, находится в Барском районе Винницкой области.
Код КОАТУУ — 0520283503. Население по переписи 2001 года составляет 366 человек. Почтовый индекс — 23000. Телефонный код — 4341.
Занимает площадь 0 км².

## Адрес местного совета
23023, Винницкая область, Барский район, село Мигалевцы, улица Ленина, дом 36, телефон 36-4-49.